# 6744 Комода
6744 Комода (6744 Komoda) — астероїд головного поясу, відкритий 6 травня 1994 року.
Тіссеранів параметр щодо Юпітера — 3,589.